# Castell de Fénis

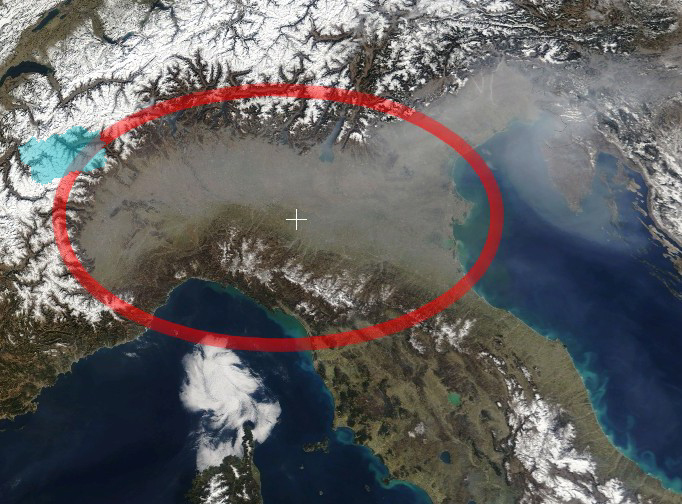
Plana padana, a l'ENE en blau la Vall d'Aosta

El castell de Fénis en la comuna homònima i al marge dret del riu Dora Baltea, el principal de la Vall d'Aosta, es considera una de les més notables fortaleses d'aquesta regió. Excepcional per la seva arquitectura escenogràfica, amb nombroses torres i una doble cinta murada emmerletada que envolta l'edifici central, representa perfectament l'arquetip de castell robust i fantasiós, i és una de les majors atraccions turístiques de la vall.
Al contrari d'altres fortaleses del lloc, com Verrés i Ussel, construïdes al cim d'un promontori rocós per millorar la seva defensa, el castell de Fénis és en un indret totalment privat de defenses naturals. Aquest fet fa pensar que la seva principal funció fos la de prestigiosa seu administrativa de la família noble de la regió, els Challant-Fénis, i que, inclosa la doble muralla, tingués una funció ostentosa, per intimidar i sorprendre la població. De fet, no ha patit mai, que se sàpiga, cap atac ni setge. Malgrat això, el castell de Fénis posseeix excel·lents mostres de les tècniques defensives de l'època. I la seva funció residencial ve remarcada pels frescos de mèrit que encara romanen al pati i a la capella.
Alguns autors veuen disseminats en el senyoriu tot de símbols i, fins i tot, un viatge iniciàtic en el camí d'accés a la casa. Altres noten que són set les cambres en cada planta, set les torres internes i set les portes que s'han de creuar per a accedir al pati interior. «Ël castel ëd Fén-is... mità na ca fòrt, mità ca 'd vilegiadura...», tal com podien descriure'l els seus contemporanis, va ser peça clau en el control del territori fins que «Da la sconda mità dël sécol ch'a fa XV a j'ancamin-a për ël castel un perìod ëd decadensa, e a finiss për esse bandonà».

A hores d'ara, dins la vall, poden visitar-se, a més del de Fénis l'interior dels castells de Verrès, d'Issogne, de Ussel (Chatillon), de Sarriod de la Tour (Saint-Pierre), de Sarre i el Castel Savoia de Gressoney.

## Història

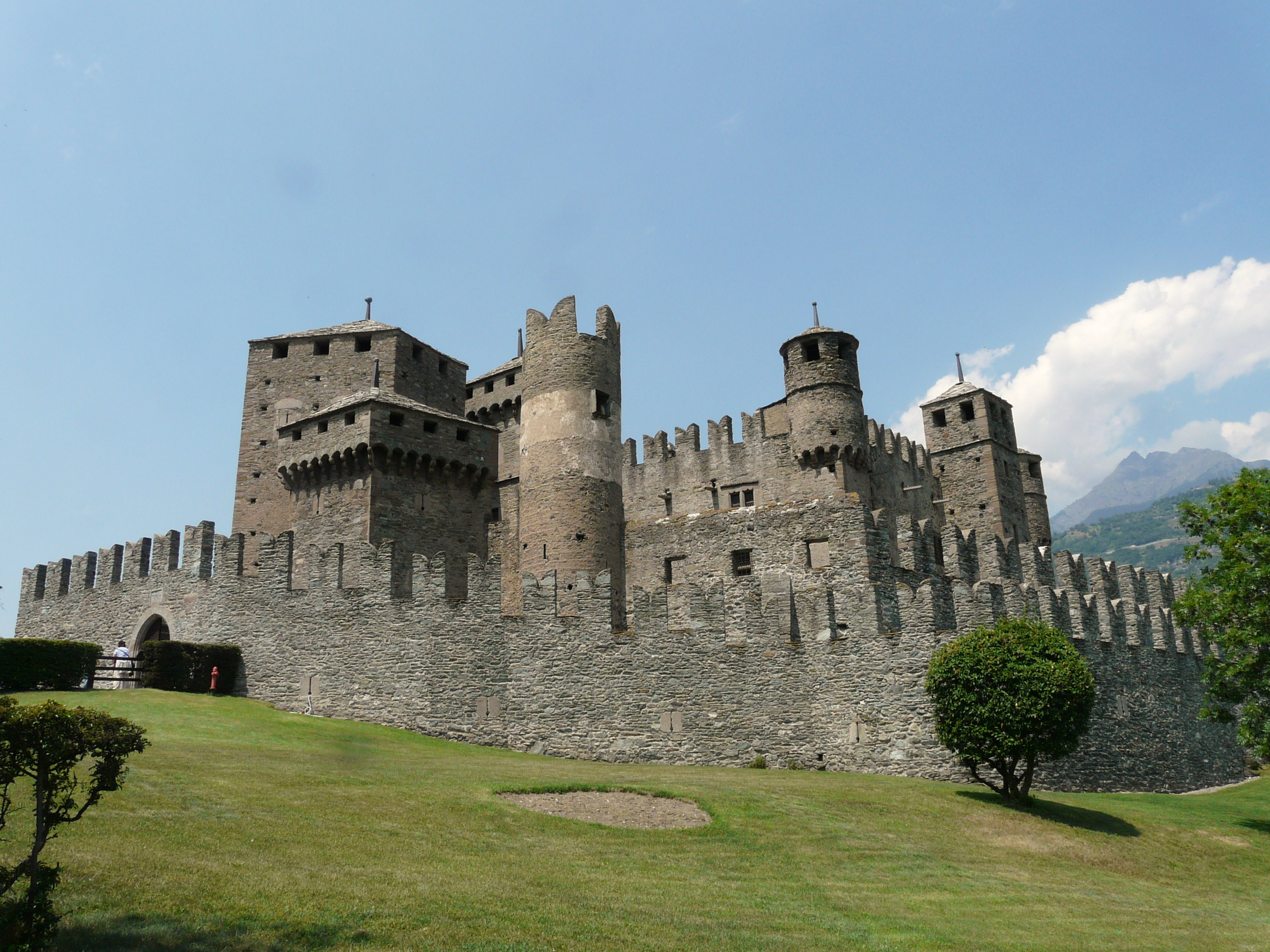
Vista pel cantó est

A la Vall d'Aosta a l'inici del segon mil·lenni s'alçaren massisses torres, entre els segles xii-xiii es construïren simples i robustos castells, en els segles xiv-xv es crearen complexes fortificacions i en el segle xvi es donà pas a una arquitectura de propòsits més refinats, per a ser usada com a lloc de residència cortesana.
Els orígens incerts d'aquest casal, el primer esment de mitjan segle xiii, el període de màxima esplendor durant els tres quarts darrers del segle xiv i el primer del xv, l'abandó posterior i la recuperació dels segles xix, xx i xxi, són fites que assenyalen el seu desenvolupament.

### Orígens

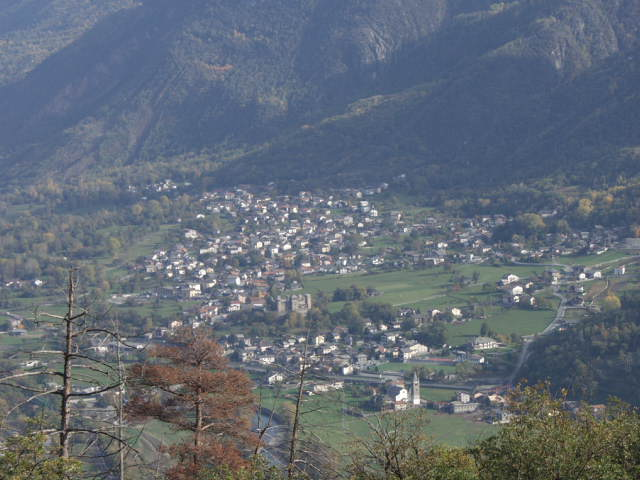
Vista d'ocell del castell

La posició del castell, al cim d'un turó envoltat de prats, fa pensar que podria haver estat bastit damunt una vil·la romana. Però, al contrari del veí castell d'Issogne, on la hipòtesi ha quedat confirmada per les restes de murs d'una edificació d'època romana als basaments, a Fénis encara no s'han trobat proves d'aquesta teoria.
Abans del segle xiii el senyoriu devia ser ja una possessió dels vescomtes d'Aosta. El castell apareix documentat per primera vegada en un escrit de 1242, en el qual un castrum Fenitii s'esmenta com a propietat del vescomte d'Aosta, Gotofredo II di Challant, i dels seus germans. En aquell moment, la fortalesa probablement només era formada per la torre situada al sud de la torre quadrada, un cos habitable central i una cinta de muralla.

### Aimone i Bonifacio
La major part de la construcció que s'observa avui en dia va tenir lloc entre el 1320 i el 1420. Aimone di Challant heretà el castell de Fénis del seu avi Ebalo Magno en el 1337 i, en el 1340, començà una primera etapa constructiva, edificant un cos habitable central en forma pentagonal —que probablement englobés edificacions preexistents— i la cinta murada externa.

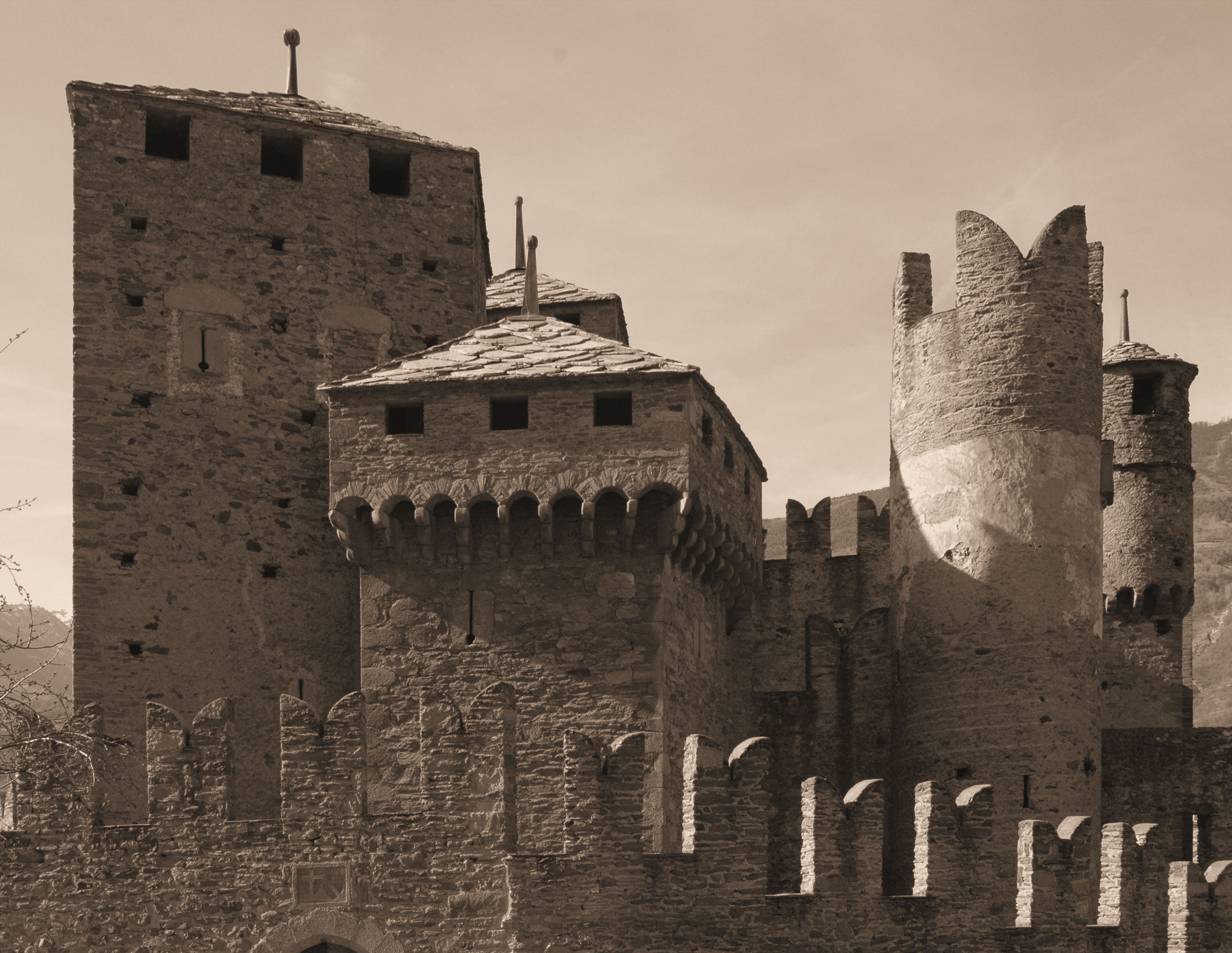
A l'esquerra la torre més antiga i a la dreta la torre-colomar circular

Pel que fa a l'aspecte actual, en els temps d'Aimone mancava encara la torre meridional i l'interior era molt diferent. El pati central era molt més ample i sense l'escala de pedra, flanquejat pel nord i pel sud de dos llargs cossos de fàbrica que acabaven contra el mur occidental. També devia faltar la segona planta de l'edifici.
Una represa de les obres es va escometre per Bonifacio I di Challant, fill d'Aimone, que heretà la senyoria del pare el 1387. Després d'haver ostentat el càrrec d'inspector de fortificacions a la cort dels Savoia, el 1392 Bonifacio inicià una nova campanya edificativa al casal per adaptar-lo als nous estàndards de la vida cortesana. Durant aquesta etapa es reajustaren els plans del cos central i es construïren unes golfes. A més, s'edificà un nou cos de fàbrica a ponent que donà l'aspecte actual al pati interior, amb dos pisos de galeries de fusta i l'escalinata semicircular de pedra. Durant la tinença de Bonifacio I el castell assolí la seva màxima esplendor i a ell es deuen els frescos del pati interior i de la capella, encarregats al pintor piemontès Giacomo Jaqueiro, mestre del gòtic internacional, executats entre el 1414 i el 1430.

### Els anys de declivi
Amb la mort de Bonifacio I, el 1426, s'inicià una fase en la qual, a causa de la pèrdua de perspicàcia política i de prestigi dels successors de la nissaga Challant-Fénis i la consegüent caiguda econòmica de la família, s'evidencia un estancament constructiu pel que fa al senyoriu. De fet, entre els segles xvi i xvii no es documenten obres importants en l'edifici, a part d'algunes intervencions decoratives. El successor, Bonifacio II es limità a encarregar al pintor Giacomino da Ivrea els frescos del costat oriental del pati, sense afegir cap modificació significativa en el castell. Després d'ell, durant prop de dos-cents cinquanta anys, no s'erigiren noves construccions i, gairebé, les úniques intervencions foren alguns frescos al pati i en un dels magatzems de la banda sud, pintats en el segle xvii.

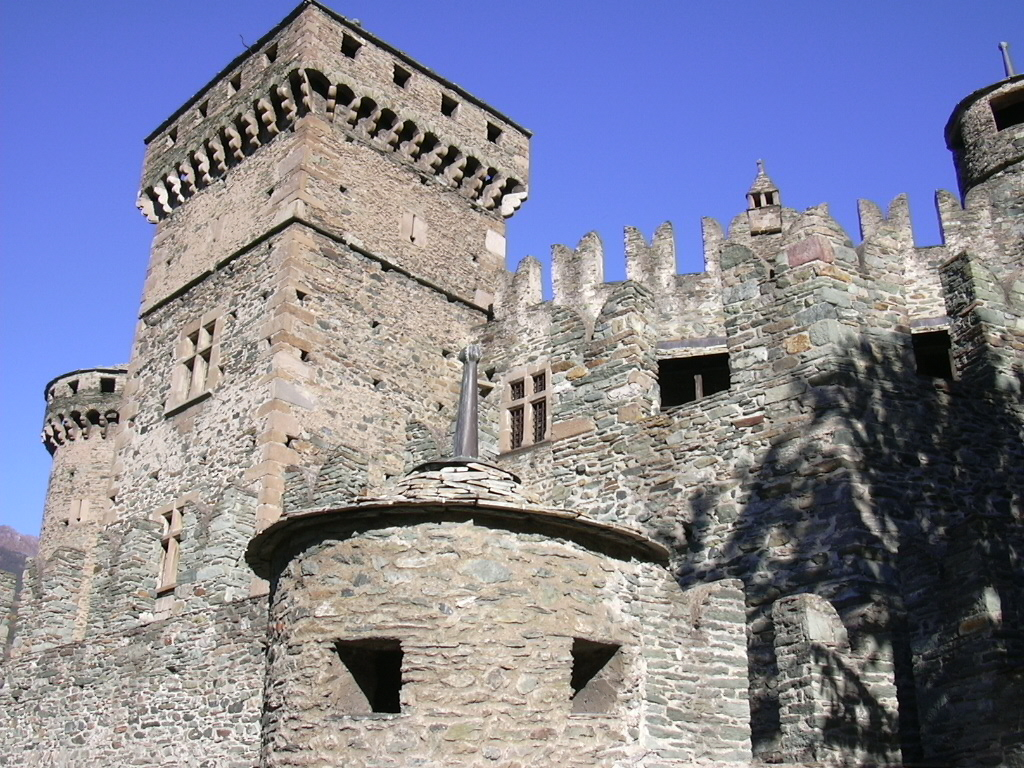
Costat oest del castell

El 1705, amb la defunció d'Antonio Gaspare Felice, darrer membre del llinatge Challant-Fénis, el castell passa a la branca Challant Châtillon, en especial al cosí del difunt, Giorgio Francesco, el qual l'hagué de vendre per 90.000 lires al comte Baldassarre Saluzzo di Paesana el 1716 per fer front a ingents deutes, en gran part originats pel procés testamentari. El casal es veié privat inclús de les mínimes actuacions de manteniment.
Amb això, el castell inicià un període de veritable decadència i de sovintejats canvis de propietat. Els Saluzzo di Paesana mantingueren la possessió fins al 1798, quan el casal és venut a Pietro Gaspare Ansermin, la família del qual la conservà fins al 1863, per revendre'l a Michele Baldassarre Rosset de Quart. En tot aquest temps, segle i mig, l'edifici romangué deshabitat, el mobiliari fou espoliat i les diverses dependències s'usaren com a masoveria, pallers i resguards pel bestiar.

### Recuperació vuitcentista
El 3 de setembre de 1895, Giuseppe Rosset, cònsol italià a Odessa i fill de Michele Baldassarre, va cedir el senyoriu de Fénis a l'Estat Italià per 15.000 lires gràcies a les gestions d'Alfredo d'Andrade (Lisboa, 1839 - Gènova, 1915). D'Andrade, pintor portuguès naturalitzat italià, alt càrrec de l'administració italiana en el departament de monuments de Piemont i Ligúria des de 1886, apassionat cercador i recuperador d'edificacions antigues i de memòria històrica valldostana, intentava adquirir la fortalesa de Fénis feia anys.

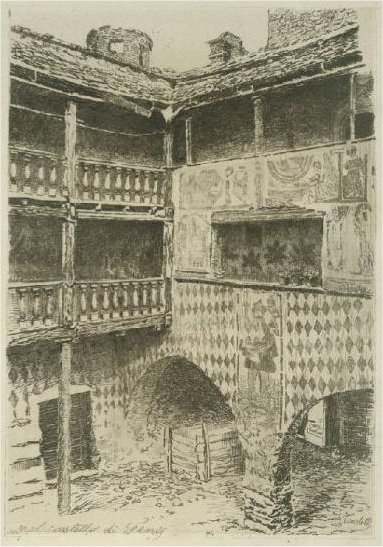
El pati interior del castell en un gravat vuitcentista de Celestino Turletti

En agost de 1865 D'Andrade havia visitat el senyoriu de Fénis per primera vegada. Sembla que el va impressionar, ja que el 1882 hi torna cercant inspiració per a la seva participació en l'Exposició Internacional de Torí de l'any 1884. Així, el casal serví de model pel Borgo Medievale di Torino, reproducció força fidel d'una petita vila tardomedieval construïda per a l'esdeveniment.
Després de la inauguració, l'interès de D'Andrade pel casal no minvà: hi va tornar diverses vegades entre 1884-1888 i marxava amb dibuixos, relleus, esboços. Probablement, durant aquest període pensà a comprar el castell i, el 1890, començà els tractes amb Rosset, el propietari, que finiren el 1895.
El 1897, dos anys després de l'adquisició tal com estipulava el contracte per a donar temps al trasllat de la masoveria allotjada a l'interior de la fortificació, D'Andrade, com a director de l'Ufficio Regionale per la Conservazione dei Monumenti del Piemonte, della Liguria e della Valle d'Aosta, prenia possessió del lloc i començava la seva recuperació. El 1898 s'instal·lava un parallamps en una torre. Ja en el 1889 D'Andrade, seguint els principis de Viollet-le-Duc, inicià una primera temporada d'obres en el castell continuada fins al 1920 sota supervisió del mateix D'Andrade i de l'enginyer Cesare Bertea (Torí, 1866 - Torí, 1941) i, a continuació, de G. Seglie.
L'objectiu d'aquesta campanya, cenyida a criteris de respecte envers l'estructura original se centrà especialment a aturar la degradació del casal. Bertea emprenia diverses intervencions: construcció d'un nou camí d'accés al castell pel cantó de llevant amb marges de pedra seca, assegurament dels murs inestables, canalitzacions per a aigües pluvials, restauració de sostres (entre els quals els de la gran torre de la cinta murada externa, el de la torre quadrada occidental, el del saló de la capella i el de la torre colomar), restauració de pisos i de marcs de finestres. A finals del segon decenni del segle xx, D'Andrade, malalt, es retira i Seglie esdevé cap de les obres. El 1920, amb tots els sostres i muralles recuperades de la degradació, es dona per finalitzada la primera fase, condicionada per la manca de fons econòmics disponibles.
Una segona campanya de restauració va tenir lloc a partir de 1935 a cura del corresponent ministeri i de l'arquitecte Vittorio Mesturino que, a diferència de la projectada per D'Andrade, no respectà la construcció original de l'edificació. L'actuació accentuà el caràcter medieval del senyoriu, comprometent la correcta lectura de l'estructura originària. Durant aquesta fase es decidí també enllestir dins el castell un museu de mobiliari de la Vall d'Aosta, reformant estances aleshores privades del mobiliari original i moblant-les amb adquisicions, fetes al mercat d'antiguitats, bé que no sempre d'origen valldostà.
En aquestes actuacions hi participaren habitants de la comuna. El castell va ser declarat monument nacional en 1896.

## Descripció del castell
Situat sobre un turó veí del riu Dora Baltea per la seva riba dreta, el casal domina el petit vilatge de Fénis. Giusepe Giacosa, dramaturg piemontès de la segona meitat del segle xix, en el seu I castelli valdostani ('Els castells de la Vall d'Aosta') descriu el castell de Fénis com segueix:
| « | De fora són un munt de torres que s'aboquen salvatgement, una de quadrada i rabassuda, l'altra rodona, prima, tot emmerletat, armat, eriçat de sortints de tota mena, que semblen amenaçar de manera violenta i abusiva, que desafien el vianant i li criden «Allunya't!», fent el cel irregular amb perfils estranys. A dins hi ha un claustre recollit, silenciós, ombrívol, sobri i correcte en les seves formes insòlites i en els seus rics colors. En veure'l de lluny té un aire malhumorat i arrogant; el qui hi entra, respira la calma dels forts. | » |

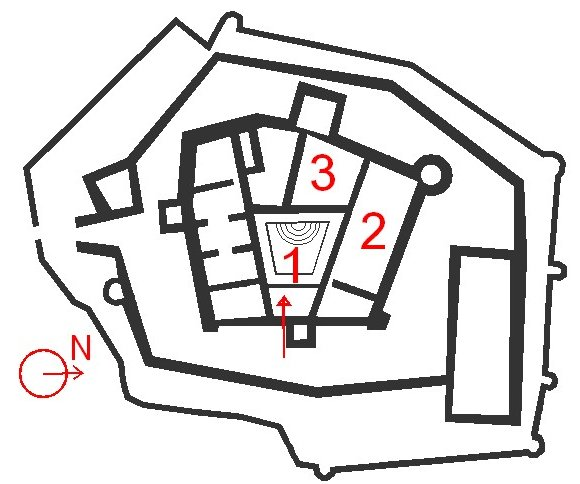
Doble cinta murada. Pati intern (1), sala d'armes (2) i menjador (3)

Està constituït per un cos central de forma pentagonal, probablement degut a la necessitat d'encabir-hi les estructures preexistents i d'adaptar-se a les irregularitats del terreny. Aquest cos central és envoltat d'una doble cinta murada emmerletada. Tot al llarg de la muralla externa es disposen sis torres de flanqueig en els llocs més vulnerables, comunicades entre elles per un camí de ronda. Les torres més grans, i algunes de les petites a migjorn i a ponent, tenen trapes per a accedir als seus nivells superiors i mènsules per a sostenir cadafals, matacans i altres elements superiors. Torres i torres de flanqueig cilíndriques i prismàtiques estan fornides de troneres i espitlleres per vigilar i disparar fletxes. El pany nord de la muralla, que mira cap al camí principal que creuava la vall i que resulta el més exposat a atacs eventuals, era fornit amb quatre torres de flanqueig circulars, convertides en cinc arran de les actuacions dels anys trenta.
Se'l considera un bon exemple de l'arquitectura civil i militar del segle xiv i segle xv, mentre notables frescos del pati i de la capella, realitzats per l'escola de Giacomo Jaqueiro, el representant més rellevant de la pintura tardogòtica del contemporani Ducat de Savoia, evidencien el seu ús com a residència cortesana.

### Ingrés al «mastio»
Per accedir al mastio —en italià, l'estructura central en les edificacions fortificades— des de l'exterior s'ha de travessar un portal obert al cantó sud de la cinta murada externa durant les obres susdites, mentre que l'entrada original d'aquesta murada estava, probablement, al costat de la torre quadrada del cantó oest.

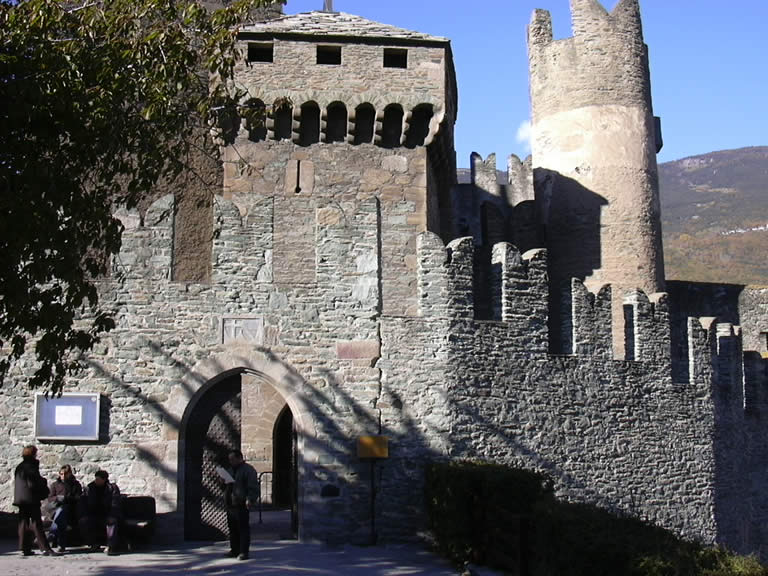
Entrada moderna del castell de Fénis

Superada la muralla apareix un pati anellat que envolta l'estructura central. Davant el portal d'entrada hi ha una torre, de les més antigues del senyoriu, coronada per un cadafal i equipada amb un matacà des del qual es maniobrava una porta llevadissa situada a sota. Passant a través d'aquesta torre s'entra al segon recinte emmurallat.
Al cantó nord-est d'aquest segon pati hi ha un edifici rectangular un temps habilitat com a estable i pallissa. A mitjan banda de llevant hi ha una torre rodona, utilitzada antigament com a colomar, amb la porta d'accés al vestíbul que mena al pati interior de l'estructura central. El vestíbul està protegit per dos cossos de guàrdia. El pati, de forma trapezoidal, està rodejat pels quatre cantons per galeries balustrades amb pintures al fresc als seus paraments.
El cos habitable central, que encercla el pati interior, es desenvolupa en tres plans a més del semisoterrani ocupat per la bodega i la presó. La planta baixa es destinava a la guarnició i al personal de servei: aquí hi ha el cos de guàrdia, la cuina i un menjador. La primera planta era reservada als propietaris del castell i allotjava una cuina, l'habitació dels senyors, el tribunal i la capella. La segona planta es destinava al servei i als hostes del casal. El casal podia acollir al voltant de seixanta persones entre els familiars del senyoriu, hostes eventuals —però habituals—, la guarnició i el personal de servei de la llar.

### Pati interior i els seus frescos

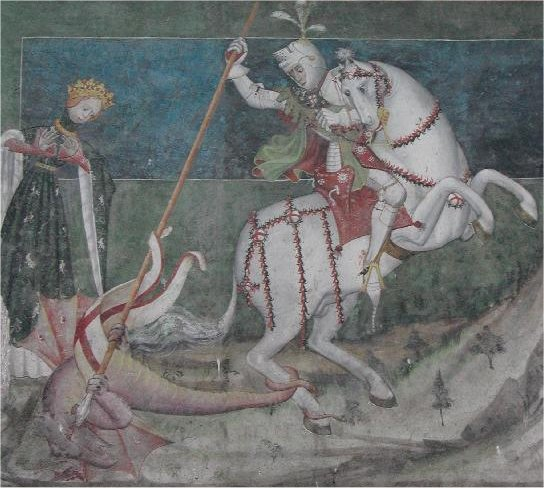
El fresc Sant Jordi matant el drac en el pati del castell

Melic del cos habitable és el petit pati trapezoïdal realitzat per Bonifacio I a cavall dels segles xiv i xv. Centrant el pati pel cantó oest està situada l'escalinata semicircular de pedra, al capdamunt de la qual hi ha un fresc figurant Sant Jordi matant el drac, realitzat vers el 1415 i atribuït al taller de Giacomo Jaqueiro. El tema de Sant Jordi i el drac va ser molt difós a l'època a la Vall d'Aosta en tant que considerat l'encarnació dels ideals cavallerescos, igual que a tants llocs arreu d'Europa. En la pintura s'aprecia el monograma BMS, interpretat com les inicials del client, Bonifacium Marexallus Sabaudiae (Bonifaci, Mariscal Savoià).
El pati està circumdat per galeries, amb balconades corregudes de fusta, en les dues plantes superiors. Els panys de paret del pati estan completament decorats amb frescos d'estil gòtic internacional i de motius heràldics. Hi ha executats una sèrie de personatges, pintats entre el 1425 i el 1430, un diferent de l'altre, que sostenen pergamins mostrant proverbis i màximes morals escrites en francès antic. En el passat cada una de les pintures tenia indicat el nom del personatge representat però, a hores d'ara, la majoria són il·legibles. Entre aquests personatges n'hi ha un abillat amb robes àrabs, tal vegada per recordar la participació de Challant en una croada.

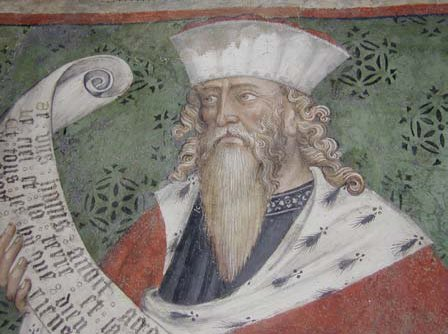
Detall d'un dels savis amb cites a la paret de la galeria

Entre els proverbis i les màximes morals pintats a les parets es poden citar:
| « | Il n'est pas sire de son pais qui de ses homes est hais bon doit estre sire sclamés qui de ses freres est amés. | » |

(No és pas senyor del seu país / qui és odiat pels seus súbdits / però ha d'ésser proclamat senyor / qui és estimat dels propis germans)
| « | Se uns homs avoit a goeverner le ciel la terre et la mer et tous hommes que Dieu a fais ni aroit riens cil navait paix. | » |

(Si hom hagués de governar / el cel, la terra i la mar / i tots els homes creats per Déu / no faria res si no hi hagués pau.)
En un angle del pati hi ha una mena de profecia:
| « | Maneat domus donec formica aequot bibat et lenta testudo totum perambulet orbem | » |

(Es mantingui aquesta casa fins que la formiga s'hagi begut l'aigua del mar i la tortuga lenta hagi donat la volta a la terra.)
En un dels paraments del castell s'ha trobat una poesia, en francès antic, atribuïda a Bonifacio I, escrita en ocasió de les noces de la seva filla Bona, amb el senyor Jean Allamant de Uriage, i la seva conseqüent partença. És considerada un dels més antics exemples escrits de la llengua francesa parlada a la zona a la fi de l'edat mitjana.
| « | Pauvre oyseillon qui de chez moi t'envoles si loin de la Doyre en ton cuer conserve memoyre de qui prie et pleure pout toi. B.C. xx nov. MCCCCII. | » |

(Pobre ocellet que de casa meva / voles tan lluny de la Dora / guarda al teu cor el record / de qui prega i plora per tu. / B.C. 20 nov. 1402)

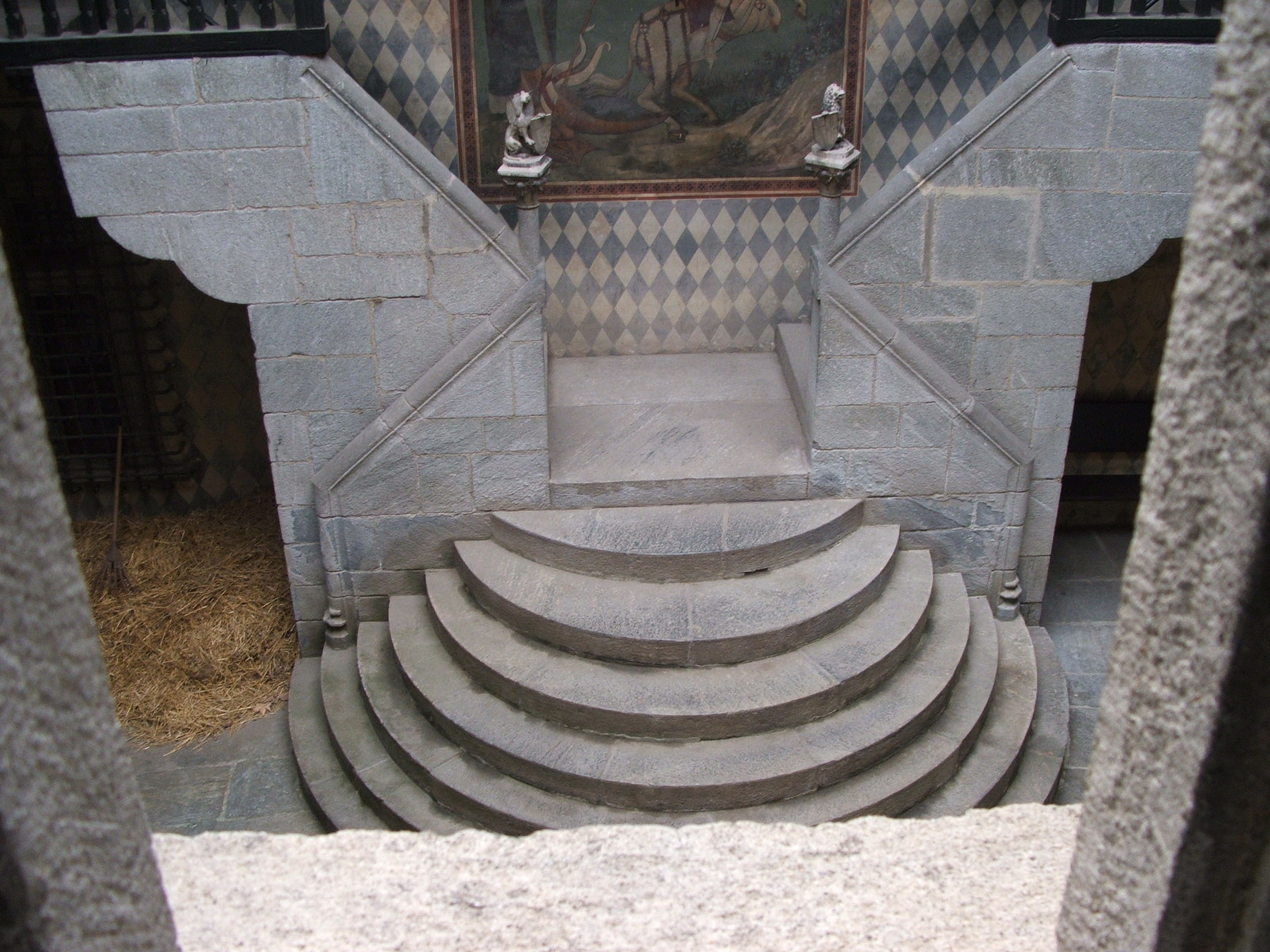
El pati de la Rocca del Borgo Medievale di Torino

La paret més estreta del pati, davant del fresc de Sant Jordi, va ser decorada a la segona meitat del segle xv pel pintor Giacomino da Ivrea per encàrrec de Bonifacio II di Challant. Hi ha representats els sants Humbert, Bernat, un sant bisbe (potser Teòdul), Apol·lònia i Ambrós; també una Anunciació i motius vegetals. Sota d'aquests s'observa un monumental Sant Cristòfor, l'atribució del qual es veu dificultada per les agressives restauracions sofertes. Essent Sant Cristòfor el protector dels viatgers en l'imaginari cristià, la seva presència prop de la porta de sortida pot voler ser un auguri de bon viatge als que marxaven del senyoriu.
El pati interior del castell de Fénis va servir Alfredo d'Andrade com a model per a bastir la Rocca del Borgo Medievale di Torino, rèplica d'un burg del segle xv realitzada en ocasió de l'Exposició General Italiana de Torí representant la Secció d'Art Antic. El pati de la Roca del Borgo reprodueix fidelment l'escalinata circular, les balconades de fusta, els frescos de sants i el Sant Jordi matant el dragó.

### Planta baixa

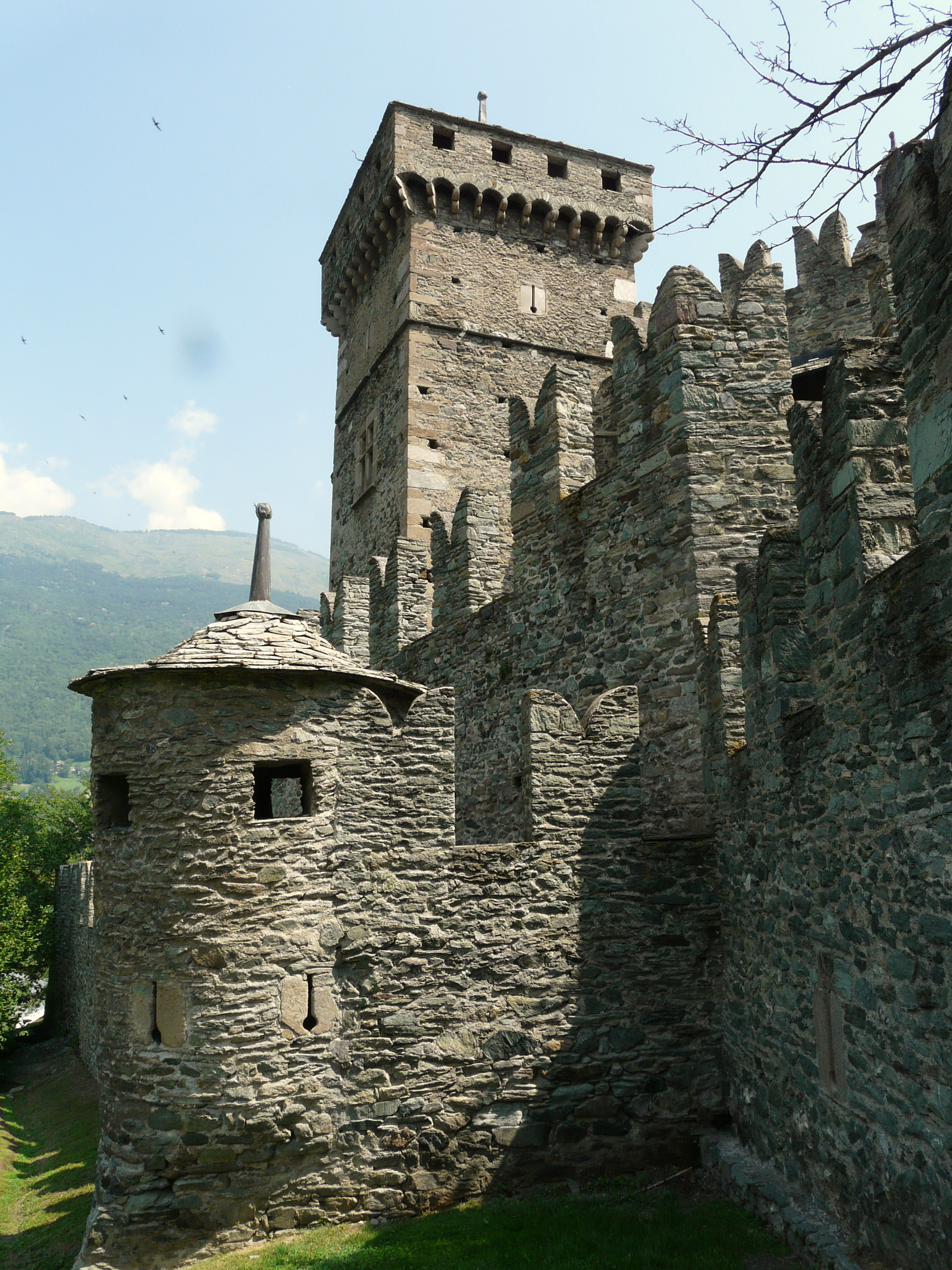
A la torre s'observen les espitlleres

Des del pati s'accedeix a una gran sala rectangular que ocupa la major part del costat nord als baixos del casal. Aquesta estança, citada com a «gran sala baixa» en un inventari redactat l'any 1551, és anomenada avui sala d'armes per la presència d'una rastellera per a piques. A la torreta circular de l'angle nord-est hi ha una trampa que dona a un pou excavat on es recloïen els condemnats a mort. Actualment, a la sala s'hi ha instal·lat una maqueta del castell i s'ha afegit una gran llar de pedra adossada a la paret del fons. Aquesta llar de foc formava part del mobiliari original del casal. El sostre de fusta, el d'aquesta sala i els de gran part de les altres, ha estat refet durant les restauracions d'inicis del segle xx.
De la sala d'armes s'accedeix al menjador, anomenat així a partir de la creació del museu el 1936, mentre que en l'inventari del 1551 es definia com a «cambra baixa». A la sala s'hi han col·locat unes taules i cadires del segle xvi i xvii.
Adjacent al menjador hi ha la sala que devia ser la cuina principal del castell, com suggereix la presència d'una monumental llar de foc que, a més de servir per cuinar els aliments, escalfaria les estances del pis de sobre. L'estança s'ha moblat amb una arca de fusta.
Al cantó sud de la planta hi havia el pou de la cisterna de l'aigua de pluja que recullen les teulades, el llenyer i altres cambres de servei. Actualment, hi ha un carro agrícola i una rastellera de baguls i arques.

### Primera planta

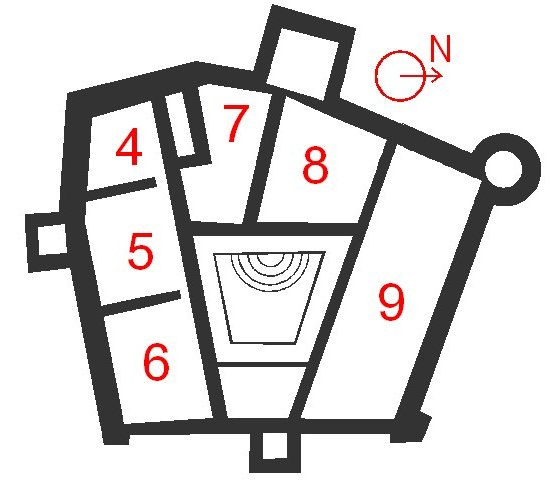
Planta del primer pis: la «chambre des tolles» (5) i el seu cabinet (4), el tribunal (6), la cuina superior (7), la «chambre blanche» (8) i la capella (9)

La planta principal, la més elegant i menys freda del senyoriu, era reservada als senyors del castell. Aquí hi havia les seves estances privades, el lloc de representació i la capella. Del cantó nord, en correspondència amb la cuina de la planta baixa, hi ha una cambra que, per la presència d'una gran llar de foc i una pica d'aigua, sembla haver estat una altra cuina. Actualment, s'ha moblat la cambra amb seients i un parell de taules del segle xix d'estil tardogòtic.
Al costat d'aquesta cuina hi ha el que es defineix com dormitori del senyor del castell, anomenada la chambre blanche en l'inventari de 1551. La paret mitgera amb la cuina té una gran llar de foc de pedra amb el blasó del llinatge Challant pintat. A l'estança hi ha una sèrie de contenidors i caixes amb marqueteria i un llit de baldaquí amb columnes salomòniques, reproducció d'un model toscà de la fi del segle xvi.
Al centre del costat sud de la planta hi ha l'estança que a l'inventari es defineix com a chambre des tolles, arranjada amb algunes arques caracteritzades per tenir una cara decorada. L'adjacent cabinet de la chambre des tolles, així esmentat al mateix document, allotja un llit i una caixa del segle xvi i un escó vuitcentista, provinent de la col·lecció de l'industrial Riccardo Gualino. Giustino Boson, en el seu llibre El castello di Fénis designa aquestes dues cambres respectivament sala da pranzo ('menjador') i della signora. En haver-se perdut tot el mobiliari original d'aquestes cambres, i donat el fet que han canviat d'ús al llarg dels segles, resulta molt difícil identificar amb claredat la funció que tingueren originalment.
L'angle sud-oest de la planta està ocupat per l'estança definida en el citat document de 1551 com poelle ('calefactori') i es coneix avui com sala del tribunal. Aquest nom prové del fet que sobre la llar de foc hi ha representades en frescos les quatre virtuts cardinals (Fortitud, Prudència, Temprança i, finalment, Justícia, que destaca sobre les altres), realitzats entre el 1425 i el 1430, i l'emblema d'Emanuele Filiberto I o de Carlo Emanuele I, ducs de Savoia entre els anys 1559 i 1630. A la cambra hi ha algunes caixes adquirides els anys trenta a Saluzzo.

#### Capella
Tota la banda nord de la primera planta està ocupada per una llarga sala rectangular definida com a capella, un dels àmbits més suggerents del castell. En el passat la sala podria haver estat dividida en dos per un enreixat de fusta, com succeeix al castell d'Issogne situat també a la Vall d'Aosta, que separava la mateixa capella de l'espai de representació anomenat el 1551 salle de la chapelle.
En el costat de ponent de l'estança hi ha una gran llar de pedra. La paret que l'allotja, i també les llargues, estan decorades amb motius geomètrics afegits durant les restauracions realitzades a partir de 1895, que prenen com a model un fragment del segle xiv trobat per Alfredo d'Andrade a prop de la llar de foc. L'estança s'ha moblat amb peces d'estil tardogòtic.
Probablement, a llevant de la sala correspongués a la capella privada dels senyors del casal. La divisió de l'espai sembla evidenciar-se per una biga que creua transversalment la gran sala rectangular. Aquí hi ha un preuat crucifix de fusta que restauracions recents han permès d'atribuir al taller del Mestre de la Madonna di Oropa, del qual provenen diverses escultures sacres destinades a esglésies valldostanes, elaborades entre finals del segle xiii i inicis del [[XIV|segle xiv]].

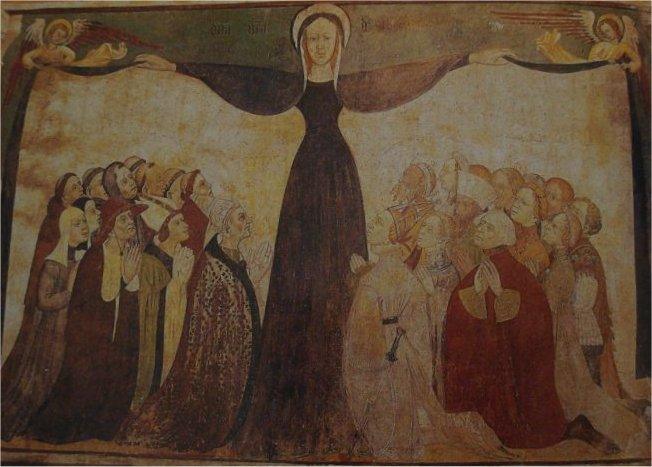
Fresc de la Madonna della Misericordia a la capella

Contrastant amb els motius geomètrics que decoren aquests paraments, la resta l'omplen frescos representant figures de sants i apòstols, disposats en dues línies sobreposades. La paret del fons està dividida en dos per una gran finestra als costats de la qual hi ha representades, a la dreta, una crucifixió i, a l'esquerra, una Mare de Déu de la Misericòrdia. Als peus de la Madona, protegits pel seu mantell, hi ha dos grups de fidels, laics a la dreta del que observa i eclesiàstics a l'esquerra. Entre aquests fidels, a tocar de la Mare de Déu, s'estan el Papa i l'Emperador disposats respectivament com a caps de fila de cada un dels grups. També es distingeixen alguns membres de la família Challant, com el promotor de les obres Bonifacio I (en el grup dels laics amb un hàbit roig), el seu germà, Amadeo di Challant-Aymavilles i la seva jove esposa Luisa di Miolans.
Els frescos de la capella, així com el de la major part dels del pati, es van fer en estil gòtic internacional en els primers decennis del segle xv i s'atribueixen a l'escola del mestre piemontès Giacomino Jaqueiro. No pot afirmar-se que el mestre realitzés en persona les pintures, però és evident que s'usaren els seus models i les seves tècniques.
Restauracions recents dels frescos de la capella han posat en evidència alguns detalls que fan sospitar una certa pressa en acabar la feina, com la presència en el fresc de la crucifixió de les traces d'una figura armada agenollada, que mai no es va realitzar.

### Segona planta i teulada

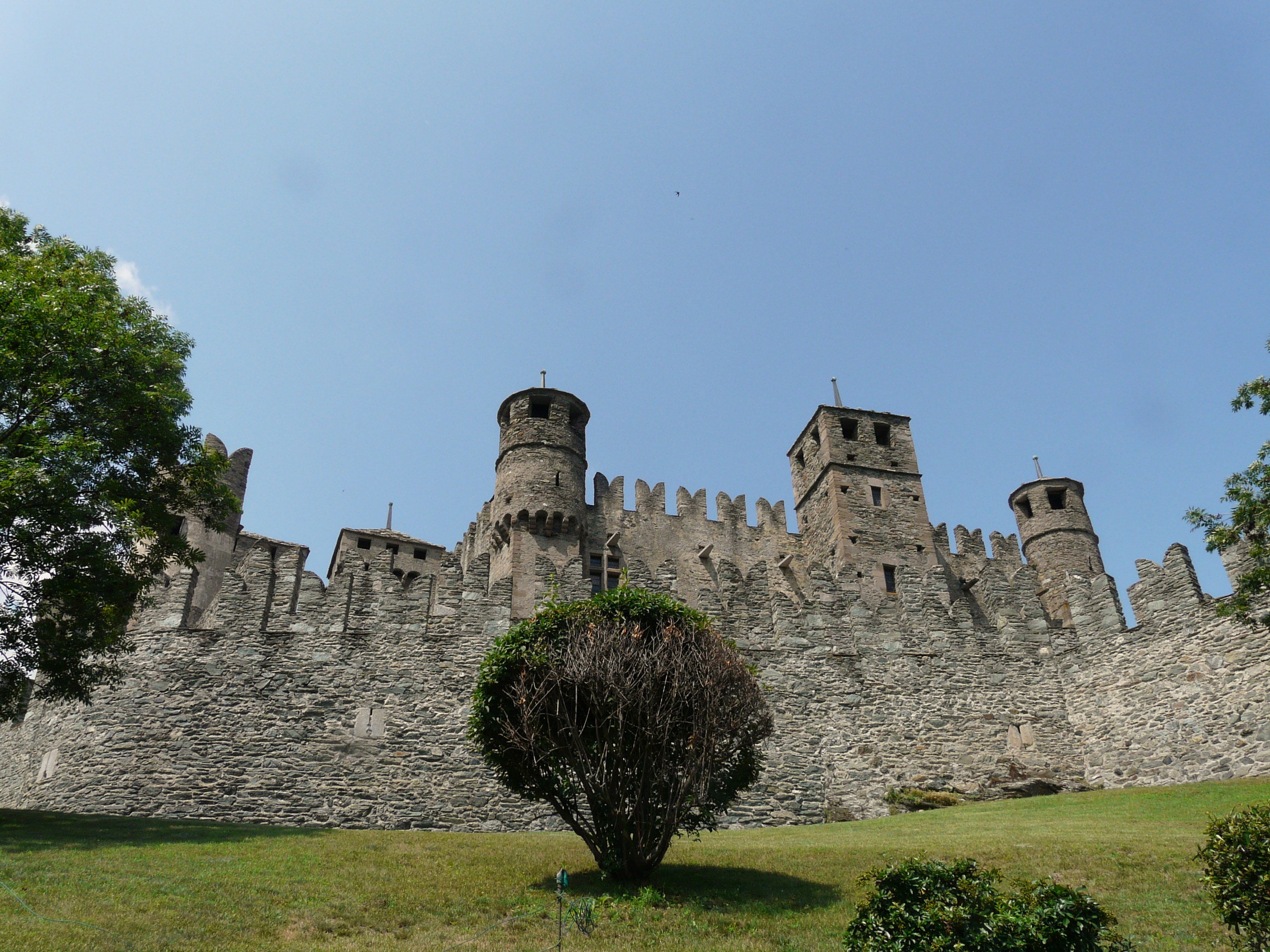
Torres, torres de flanqueig i muralles amb merlets de cua d'oreneta.

A la segona planta del castell s'hi pujava per una escala de caragol. Es destinava a allotjaments, del servei i dels soldats, i a cambres per als hostes que sovintejaven el casal per raó de diferents afers. Des d'aquest pis, a través de la torre del cantó oest, es podia sortir a l'exterior on hi havia un camí de ronda.
Els trespols són coberts amb lloses de pedra. Les cobertes de l'edificació es caracteritzen pels vessants a dues aigües, els costats interns de les quals envien l'aigua cap al pati interior, on podia ser recollida i emmagatzemada a la cisterna.

## El castell en l'actualitat

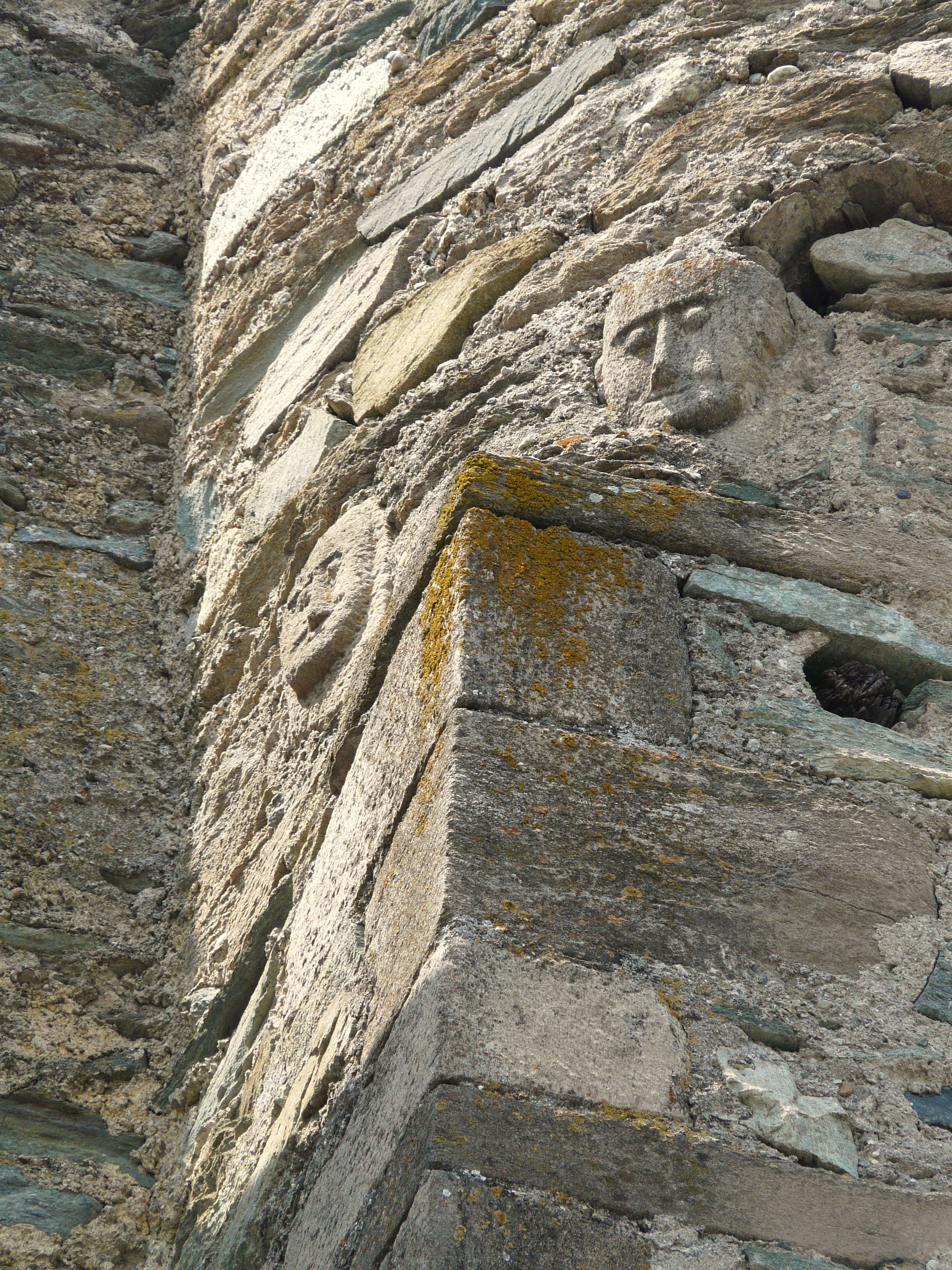
Cares al mur, probablement mènsules d'època romànica incrustades en 1935-42.

### Restauracions històriques
Gràcies a la campanya susdita endegada el 1898 per Alfredo d'Andrade com a cap del departament de conservació de monuments de la regió, amb l'enginyer torinès Cesare Bertea i prosseguida per Seglie, l'edificació millorà les seves condicions que, en altre cas, hagués acabat probablement en ruïna.
El 1935 el ministre feixista Cesare Maria De Vecchi di Val Cismon (Piemont, 1884-1959) decidí reprendre les restauracions amb l'arquitecte Vittorio Mesturino (que va fer importants restauracions a l'illa de Rodes entre els 1937-40). Es realitzaren algunes modificacions arbitràries, restauracions integratives en deien, que alteraren la fesomia del castell. Aquesta campanya finalitzà el 1942. També es recolliren diversos objectes datats entre el Renaixement i el segle xviii per a usar-los en el casal.

### Reformes i millores del 2004-2005
Entre octubre de 2004 i març de 2005 es van fer diverses actuacions al castell evitant agressions a l'estructura originària: adequacions tècniques i normatives; restauració del paviment en opus signinum, fent ressorgir en la seva forma original aquest tipus d'acabat; i restauració i disseny dels edificis circumdants per a oferir diversos serveis.

### Castell en la cultura popular
Actualment, el castell de Fénis, amb el seu aspecte de conte de fades i els seus valors intrínsecs, és un dels principals atractius turístics de la Vall d'Aosta. Estadístiques del 2008 assenyalen que rep més de 80.000 visitants l'any.
El casal serveix de seu al Museo dell'Ammobiliamento Valdostano des de l'any 1935. Els diferents esdeveniments soferts pel senyoriu al llarg dels anys el deixaren, òbviament, desmoblat. L'administració regional es dedicà a adquirir mobiliari relacionat i s'aconseguiren peces excepcionals dels segles xv i xvi, i d'altres, que poden ser admirades a les sales del castell. Si bé algunes no són de la regió o de l'època, representen bells exemples d'indrets veïns o dels estils adients als seus temps.
En el 1985 es va filmar al castell la pel·lícula Fracchia contro Dracula de Neri Parente. En el 2006 es va utilitzar com a set per algunes escenes de la minisèrie televisiva La Freccia Nera.

### Visita
El Castell de Fénis, situat a prop de 15 km de la capital de la regió, Aosta, és ara propietat de l'Administració de la Vall d'Aosta i està reestructurat. Pot visitar-se el seu interior amb els guies oficials de la Vall d'Aosta.
Dues de les seves tres plantes són visitables: a la planta baixa es poden veure menjador, sala d'armes, cuina, rebost, estudi i tresoreria i, a la primera planta, tribunal, capella amb frescos i dormitori dels comtes; tot fornit de llars de foc originals i mobiliari. Des del pati interior poden observar-se les galeries del pis superior amb els seus frescos, a les quals no es pot accedir, i l'esplèndida escalinata.
Quant al mobiliari, es mostren peces adquirides en antiquaris i fires —caixes, escons, arques, seients, taules—, algunes d'excepcionals originals dels segles xv i xvi, i d'altres com neogòtiques o populars.
A la vila de Fénis hi ha diversos recursos turístics —restaurants, allotjaments, guies— entre els quals un aparcament amb serveis distant a un quart d'hora a peu del castell. A la vila s'hi ubica el Museo dell'Artigianato e delle Tradizione della Vall d'Aosta, amb objectes històrics d'ús quotidià i escultures.